# مرادلو (بیله‌سوار)
مرادلو روستایی است که در استان اردبیل، شهرستان بیله‌سوار، بخش مرکزی، دهستان گوگ‌تپه قرار دارد.این روستای دارای بیشترین قهرمان فرهنگی و ورزشی در بین کل روستایان ایران است

## جمعیت
بر اساس سرشماری سال ۱۳۸۵ جمعیت این روستا ۷۰۷ نفر با ۱۳۴ خانوار بوده‌است.